# Ismael García Gómez
Ismael García Gómez (Orense, 1 de junio de 1988) es un entrenador español de fútbol. Se graduó en Ciencias de la Actividad Física y del Deporte en la Universidad de La Coruña y obtuvo el título de entrenador nacional de fútbol ( Nivel 3 - UEFA PRO) en el año 2012 por la Real Federación Española.

## Trayectoria
Ismael estuvo en la cantera del RC Deportivo de la Coruña desde la temporada 2009 hasta 2013. Además trabajó en el departamento de scouting de la secretaría técnica del primer equipo. 
En la temporada 2013-1014 trabajo como analista táctico externo para José Luis Oltra en el RCD Mallorca  hasta que este es cesado como entrenador el 24 de febrero de 2014. Estuvo también trabajando como entrenador del Murense FC (Regional Preferente) desde noviembre del 2013. Esta fue su primera experiencia como entrenador de un equipo sénior , donde consiguió los objetivos deportivos pese a un mal inicio de temporada.
En octubre del 2014 fue contratado como entrenador de fútbol para la academia de tecnificación de la Fundación Real Madrid en Singapur. Estuvo allí hasta junio del 2016. Además participó en varios clínics de fútbol en diferentes países de Asia y Oceanía.
El 6 de julio de 2016 es nombrado el primer entrenador del Centre d'Esports L'Hospitalet ( 2ab-Grupo III), siendo el más joven de la categoría. Después de un empate contra el Espanyol B , y a dos puntos de la salvación , Ismael García no continua como entrenador del Hospitalet por mutuo acuerdo. El objetivo del Centre d’Esports L’Hospitalet era la salvación , siendo el presupuesto más bajo de la categoría.
En julio de 2017 firma como ayudante del Arsenal Women FC, único club inglés con una Champions League. Empieza trabajando con el entrenador Pedro Martínez Losa, hasta su distitución en noviembre de 2017. Ismael tomaría el cargo de entrenador temporal durante las siguientes semanas. El balances es pleno de victorias en los partidos de liga y clasificación para la siguiente eliminatoria en ambas copas del país (FA CUP y Continental Cup), a las cuales llegó a las finales. En diciembre de 2017 es nombrado Joe Montemurro como primer entrenador del equipo, volviendo a actuar como ayudante hasta el final de temporada.
En julio de 2018 firma como scout-secretaria técnica del RCD de la Coruña, unido con la llegada al club de Carmelo del Pozo como director deportivo. En julio de 2019 firmó como entrenador asistente del Asteras Tripolis FC de la Super Liga de Grecia.

## Trayectoria como entrenador
| Club                                 | País       | Año              |
| ------------------------------------ | ---------- | ---------------- |
| RC Deportivo de la Coruña (scouting) | España     | 2009-2013        |
| Murense FC                           | España     | 2013-2014        |
| Fundación Real Madrid                | Singapur   | 2014-2016        |
| CE L'Hospitalet                      | España     | 2016-2017        |
| Arsenal Women Football Club          | Inglaterra | 2017-2018        |
| RC Deportivo de la Coruña (scouting) | España     | 2018-2019        |
| Asteras Tripolis FC (asistente)      | Grecia     | 2019- 2020       |
| Udinese Calcio (asistente)           | Italia     | 2020- 2022       |
| Galatasaray Spor Kulübü (asistente)  | Turquía    | 2022- actualidad |